# Ptilothrix albidohirta
Ptilothrix albidohirta är en biart som beskrevs av Juan Brèthes 1910. Ptilothrix albidohirta ingår i släktet Ptilothrix och familjen långtungebin. Inga underarter finns listade i Catalogue of Life.